# Едуардо да Силва
Едуардо Алвес да Силва (хрв. Eduardo Alves da Silva; Рио де Жанеиро, 25. фебруар 1983), познат и као Едуардо или Дуду, бивши је хрватски фудбалер бразилског порекла. Играо је на позицији нападача
На првенственој утакмици 23. фебруара 2008, између Арсенала и Бирмингема, Едуардо је задобио прелом ноге грубим стартом Мартина Тејлора, тако да није учествовао на Европском првенству 2008. године.

## Биографија
Да Силва је каријеру започео у родном Бразилу, у клубу ФК Нова Кенеди. Као петнаестогодишњак уочили су га скаути загребачког Динама, где је прешао као јуниор. 1999. и 2000. био је на позајмици бразилском ФК Бангу. Након тога био је на позајмици и у запрешићком Интеру, где је у 15 утакмица постигао 10 голова и тиме по први пут скренуо пажњу на себе. По повратку постаје стандардни члан А-екипе Динама, постигавши 9 голова у 24 утакмице. Играо је редовно постизао све боље резултате. Сезоне 2005/06 Хрватске фудбалске лиге, Едуардо је постигао 20 голова у 29 утакмица и тако био други најбољи стрелац лиге, након Ивана Бошњака. Иако је већ био међу најбољим играчима лиге, није играо у хрватској репрезентецији на Светском првенству 2006. Тадашњи тренер Златко Крањчар предност је дао другим играчима. 2006. био је проглашен другим најбољим стрелцем у Европи са 32 поготка, а у сезони 2006/07 бриљирао је у екипи Динама и са 34 голова постаје најбољи стрелац у историји 1. Хрватске лиге. Рекорд је до тада држао Горан Влаовић са 29 постигнутих голова сезоне 1993/94. Исте сезоне је Едуардо постао први и једини играч који је од 1992. постигао хеттрик на утакмици вечитог дербија против Хајдука из Сплита (3:0 у Загребу 19. маја 2007), а исти дан са 7 голова постаје најбољи голгетер свих дербија од независности Хрватске од СФРЈ-а.

### ФК Арсенал
2. јула 2007. потврђене су информације челника Динама да Едуардо прелази у ФК Арсенал из Лондона и потписује уговор на четири године. Да Силвин трансфер износио је око 17 милиона британских фунти или око 24 милиона евра ., али други извори наводе пуно мањи износ, око 6 милиона фунти (или 8,8 милиона евра
У припремном турниру у Амстердаму, против римског ФК Лација постигао је свој први погодак за Арсенал, а у трећем колу квалификације за Лигу шампиона против Спарте из Прага дао је и свој први погодак у важној утакмици екипе Арсенала. У листу стрелаца уписао се и против ФК Севиље у првом колу Лиге шампиона.
Да Силва је изабран за једног од 100 најбољих фудбалера на свету (постављен је на 89. место) од стране енглеског фудбалског часописа FourFourTwo .

## Репрезентација Хрватске
2002. Едуардо узима хрватско држављанство, а затим игра у екипи У-21 Хрватске. 16. новембра 2004. дебитовао је у А-селекцији Хрватске против Ирске, ушавши као замена. Наступио је и на Карлсберг купу у Хонгконгу, заједно са Хрватском, где је против домаћина постигао свој први погодак у дресу Хрватске у утакмици за треће место.
"Овде се осећам као код куће и тако ме сви и третирају. Хрватској морам захвалити на свему што сам постигао и у каријери и у животу“, искрено је рекао Едуардо да Силва, након позива у репрезентацији Хрватске уочи утакмице против Бразила. Такође је додао: „Драго ми је да сам упознао све бразилске играче и добио на поклон дрес са њиховим потписима .
Након пропуштеног Светског првенства у Немачкој, Да Силва игра 16. августа 2006. у Ливорну против резервних играча Италије, где је постигао гол. Против Русије у Москви одиграо је својих првих 90 минута у дресу хрватске. 11. октобра 2006. постигао је важан гол на утакмици против Енглеске У Загребу (победа 2:0). Овај гол је учврстио његово место у првој постави репрезентације и скренуо је пажњу бројних скаута великих европских клубова. У утакмици против Македоније у Загребу, постигао је одлучујући погодак за победу Хрватске од 2:1.